# Oriol Romeu
Oriol Romeu Vidal (* 24. září 1991 Ulldecona) je španělský profesionální fotbalista, který hraje na pozici defensivního záložníka za španělský klub FC Barcelona.

## Klubová kariéra
Oriol Romeu fotbalově vyrůstal v mládežnických strukturách klubu Espanyol Barcelona, odkud přešel do věhlasné mládežnické akademie FC Barcelony. Poté se propracoval až do rezervního týmu katalánského velkoklubu.
V létě 2011 odešel do londýnského celku Chelsea FC. V červenci 2013 jej Chelsea poslala na roční hostování do španělského klubu Valencia CF.

### FC Barcelona
14. srpna 2010 nastoupil v základní sestavě A-týmu v prvním zápase dvoukolového španělského Superpoháru proti Seville, Barcelona prohrála venku 1:3. Do odvety 21. srpna již Romeu nezasáhl, Barcelona zvítězila na Camp Nou 4:0 a trofej získala pro sebe. Ve španělské La Lize debutoval Oriol 15. května 2011 v zápase s hostujícím celkem Deportivo de La Coruña (remíza 0:0). Romeu se dostal na hřiště v 82. minutě. Byl to jeho jediný ligový zápas za A-tým Barcelony.

### Chelsea FC
4. srpna 2011 byl zkompletován jeho přestup do anglického celku Chelsea FC. Zde dostal dres s číslem 6. S Chelsea vyhrál ve své první sezóně 2011/12 Ligu mistrů a FA Cup.
25. září 2012 v utkání anglického ligového poháru proti Wolverhamptonu Wanderers vstřelil gól, Chelsea zvítězila 6:0. V Evropské lize 2012/13 postoupil s Chelsea (po vyřazení v základní skupině Ligy mistrů) až do finále proti Benfice Lisabon. 15. května 2013 získala Chelsea titul v Evropské lize po vítězství 2:1 ve finále nad Benfikou Lisabon, Romeu v zápase nenastoupil.

## Reprezentační kariéra

### Mládežnické reprezentace
Oriol Romeu působil v několika mládežnických reprezentacích Španělska. S reprezentací do 17 let vyhrál v roce 2008 Mistrovství Evropy U17 konané v Turecku, Španělsko porazilo ve finále Francii 4:0.

Se španělskou reprezentací do 20 let se zúčastnil Mistrovství světa hráčů do 20 let 2011 v Kolumbii, kde byl jeho tým vyřazen ve čtvrtfinále proti Brazílii v penaltovém rozstřelu.
Oriol Romeu byl v létě 2012 napsán na soupisku pro Letní olympijské hry 2012 v Londýně. Španělsko (které mělo na soupisce i hráče z A-mužstva) zde bylo po vítězství na Euru 2012 největším favoritem, ale po dvou prohrách 0:1 (s Japonskem a Hondurasem) a jedné remíze s Marokem (0:0) vypadlo překvapivě již v základní skupině D. Romeu nastoupil do utkání proti Japonsku a Maroku.